# Karen Hughes
Karen Parfitt Hughes (Parigi, 27 dicembre 1956) è una giornalista, diplomatica, funzionario e politica statunitense, direttrice delle comunicazioni della Casa Bianca e sottosegretaria di Stato per la diplomazia e gli affari pubblici sotto la presidenza di George W. Bush.

## Biografia
Figlia di Harold Parfitt, ultimo governatore statunitense della Zona del Canale di Panama, e di Patricia Rose Scully,  la Hughes nacque a Parigi e crebbe in Texas, dove frequentò la Southern Methodist University. Dopo aver brevemente lavorato come giornalista televisiva, la Hughes si unì alla squadra di George W. Bush e divenne una sua importante collaboratrice.
Negli anni la Hughes si occupò principalmente di difendere e promuovere l'immagine di Bush, che quando venne eletto Presidente degli Stati Uniti d'America, la nominò sua consigliera alla Casa Bianca. La donna venne sempre citata fra le persone indispensabili per Bush e quando per un brevissimo periodo abbandonò la Casa Bianca per motivi familiari, continuò ad essere una consulente essenziale del Presidente Bush.
Inizialmente la Hughes collaborò con l'amministrazione Bush in veste di direttore delle comunicazioni della Casa Bianca, ma nel 2005 fu scelta per sostituire la dimissionaria Margaret Tutwiler come sottosegretaria di Stato per la diplomazia e gli affari pubblici. Nel ricoprire questo incarico, alla Hughes venne affidato il compito di riabilitare l'immagine degli Stati Uniti in Medio Oriente e per realizzare l'impresa la donna organizzò un viaggio in Arabia Saudita al fine di promuovere la libertà americana durante dei dialoghi con le donne musulmane.
Nel 2007 la Hughes annunciò la sua intenzione di lasciare la politica per dedicarsi di più alla famiglia e nel dicembre dello stesso anno le sue dimissioni divennero effettive.
Dopo l'addio alla Casa Bianca la Hughes venne assunta da Burson-Marsteller, una nota compagnia di pubbliche relazioni che le offrì il posto di vicepresidente.